# Ihringen
Ihringen est une commune du Bade-Wurtemberg (Allemagne), située dans l'arrondissement de Brisgau-Haute-Forêt-Noire, dans le district de Fribourg-en-Brisgau.

## Géographie
La commune est située à l'ouest de la ville de Fribourg-en-Brisgau, sur le versant sud du massif du Kaiserstuhl. Ihringen est une commune viticole réputée , qui serait située dans la région la plus chaude d'Allemagne.

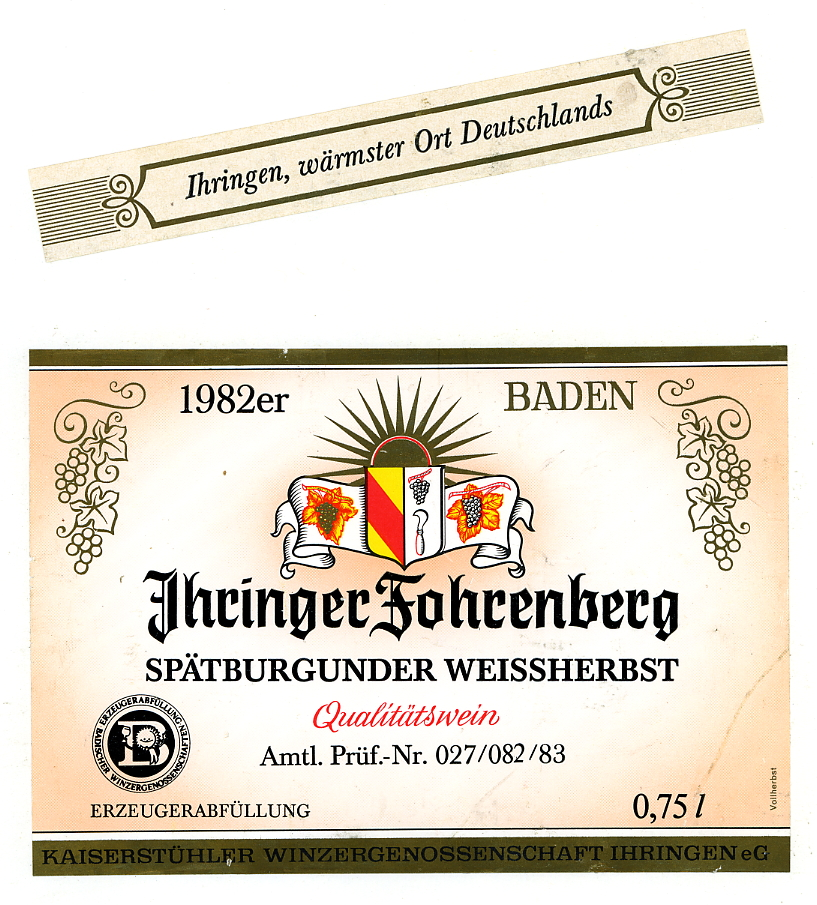
La banderole dit Le lieu le plus chaud d'Allemagne.

## Histoire
- Histoire des Juifs et de leur synagogue avant la Seconde Guerre mondiale

## Jumelage
- Munster (Haut-Rhin) (France)
- Ruhpolding (Allemagne)
- Wattwiller (France)